# Ernst Ortner
Ernst Ortner (* 1. September 1914 in Innsbruck; † 22. März 1945 in Wien) war österreichischer Widerstandskämpfer in der 
Zeit des Nationalsozialismus.

## Leben
Ernst Ortner besuchte das Gymnasium in Kufstein, wo er Mitglied der katholischen Schülerverbindung Cimbria Kufstein wurde. Im Bundesheer dienend wurde er 1938 in die deutsche Wehrmacht eingezogen wo er zuletzt als Oberfeldwebel der Luftwaffe diente.
Durch seine katholische Überzeugung und seine Heimatliebe gestärkt, organisierte er ab 1941 gemeinsam mit dem Unteroffizier der Luftwaffe Eduard Pumpernig, der genau wie er in Klagenfurt stationiert war, eine Widerstandsgruppe. Im März 1942 kam es im Beisein Ortners und anderer Gegner Hitlerdeutschlands zu einer Besprechung, bei der sich die Gruppe den Namen Antifaschistische Freiheitsbewegung Österreichs gab. Die Tätigkeiten der Gruppe erstreckten sich besonders auf Klagenfurt und Wien, aber auch auf andere Orte in Österreich. Ernst Ortner fungierte auch als Verbindungsmann der Gruppe nach Lienz, wo er Mitglieder anwarb und denen er antinazistische Flugzettel zur Verbreitung übergab.
Diese Gruppe wurde durch einen Spitzel verraten und so wurde Ortner von der Gestapo am 20. Juli 1943 verhaftet und in Wien inhaftiert.
In der Verhandlung von 9. bis 11. August 1944 wurde er gemeinsam mit zwölf Verhafteten angeklagt. Wie sieben seiner Kameraden wurde auch Ortner wegen Vorbereitung zum Hochverrat, Wehrkraftzersetzung und Feindbegünstigung zum Tode verurteilt. Während seiner Haftzeit in der Todeszelle traf er auf seinen Bundesbruder Walter Caldonazzi. Am 22. März 1945 wurde Ernst Ortner im Landgericht Wien hingerichtet.

## Gedenkstätten
- 1989 wurde für Ernst Ortner und Walter Caldonazzi am unteren Stadtplatz in Kufstein eine Gedenktafel enthüllt, auf der zu lesen ist: „Die katholische österreichische Studentenverbindung Cimbria Kufstein gedenkt ihrer NS-Opfer Dipl.‑Ing. Walter Caldonazzi und Ernst Ortner.“
- Am Befreiungsdenkmal in Innsbruck wird Ortners Name unter „den für die Freiheit Österreichs Gestorbenen“ geführt.